# メタモルフォシス〜天界の旅
『メタモルフォシス〜天界の旅』（原題：Metamorphosis）は、ドイツのギタリスト、ウリ・ジョン・ロートが2003年に発表したスタジオ・アルバム。2003年9月18日に日本のレーベル日本クラウンから先行発売され、その後ヨーロッパでも発売された。2007年の日本盤再発CDは、発売元がアヴァロン・レーベルに変更している。

## 解説
アントニオ・ヴィヴァルディ作曲の『四季』と、ウリ・ジョン・ロートが作曲したギター協奏曲『メタモルフォシス』から成る。ロートの説明によれば、当初は『四季』をスカイ・ギターで譜面通りに演奏する作品として構想されていたが、その後、カデンツァで曲を終わらせるアイディアが出て、それが『メタモルフォシス』に発展したという。個々の楽章のタイトルはロート自身が付けた。
Eduardo Rivadaviaはオールミュージックにおいて5点満点中3.5点を付け「ひそひそとした朗読や付随的な効果音（風、雨、雷など）が追加されたのを除けば、『メタモルフォシス〜天界の旅』の前半は、ほぼ全編にわたってロートの超自然的なギター・プレイが主題を再現し、ヴィヴァルディの名作を実に素直に解釈している」「このプログラムの前半が、あまりにも堅苦しく統制的だと感じられたとしても、11パートから成る後半（実際の『メタモルフォシス』組曲）が控えており、そこではウリがスカイ・オーケストラを率いて、より自由かつ即興を重視した形でヴィヴァルディの協奏曲4曲を解釈している」と評している。

## 収録曲
1.及び14. - 24.はウリ・ジョン・ロート作曲、2. - 13.はアントニオ・ヴィヴァルディ作曲。
1. 季節への前奏曲 "Prelude to the Seasons" – 1:44

第1番“春”
1. 春の訪れ "Venga La Primavera" – 3:27
2. 4月の雨 "April Rain" – 2:24
3. 春の勝利 "The Triumph of Spring" – 3:59

第2番“夏”
1. 夏風の物語 "Tales of the Summer Wind" – 4:58
2. 7月の雷 "Thunder in July" – 1:33
3. 暴風雨-雷鳴と稲妻 "The Tempest - Tuona e Fulmina" – 3:19

第3番“秋”
1. ケイロンとセレノス "Cheiron and Selenos" – 4:41
2. 10月の涙 "Teardrops in October" – 2:01
3. アルテミス "Artemis" – 3:13

第4番“冬”
1. 氷、風、火 "Ice, Wind & Fire" – 3:14
2. ヤスナヤのスレイベル "Sleighbells at Yasnaya" – 2:10
3. 風の戦い "War of the Winds" – 2:55

第5番“メタモルフォシス”
1. 雷鳴のカデンツァ "Thunder Cadenza" – 1:25
2. 夜の叫び "Cry of the Night" – 2:28
3. 夏の息吹 "Summer's Breath" – 0:42
4. ロデオ "Rodeo from Hell" – 0:57
5. 永遠の別れ "Les Adieux" – 1:26
6. 春の幸福 "Springtime Euphoria" – 2:11
7. ショパンの心 "The Heart of Chopin" – 2:17
8. 水の妖精の踊り "Dance of the Water Spirits" – 0:45
9. 変容 "Transfiguration" – 1:18
10. 生命の訪れ "Venga la Vita" – 2:08

後奏曲
1. 永遠の朝 "The Morning of Forever" – 2:56

## 参加ミュージシャン
- ウリ・ジョン・ロート - ギター、ナレーション、アレンジ
- ステファン・ベントリー＝クライン - 第1ヴァイオリン
- ブライアン・ライト - 第2ヴァイオリン
- ジャイルス・フランシス - ヴィオラ
- ニック・ホランド - チェロ
- ルーシー・ショウ - コントラバス
- ドン・エイリー - ハープシコード
- クリス・ロウ - ティンパニ、パーカッション